# Granica dżibutyjsko-somalijska
Granica dżibutyjsko-somaljska to granica międzypaństwowa dzieląca terytoria Dżibuti i (oficjalnie) Somalii, ciągnąca się na długości 58 km.
Granica ta de facto dzieli nie Dżibuti i Somalię, lecz Dżibuti i Somaliland, nieuznawany przez społeczność międzynarodową kraj, który oderwał się od Somalii na początku lat 90. I choć służbę na posterunku granicznym pełnią żołnierze Somalilandu, zgodnie z prawem międzynarodowym granicę tę uznaje się za granicę Somalii.
Jedyne oficjalne przejście graniczne na granicy dżibutyjsko-somalijskiej znajduje się w miejscowości Loyada. Ze względu na napięcie istniejące między Dżibuti i Somalilandem granica ta była od 1999 r. kilkukrotnie zamykana na dłuższy czas. Gdy w 2002 r. prezydentem Somalilandu został Daahir Rayaale Kaahin, pełniący wcześniej funkcję ambasadora w Dżibuti, stosunki między tym państwem a Somalilandem ociepliły się na tyle, że granica znów została otwarta.
Granica ma wcześniejsze pochodzenie. Ustalona została w 1888 roku i dzieliła ówczesne Somali Francuskie i Somali Brytyjskie.